# شاردنو
شاردنو (به لاتین: Chardeneux) یک منطقهٔ مسکونی در بلژیک است که در سوم-لوز واقع شده‌است.